# Praha (Slowakei)
Praha (bis 1927 slowakisch auch „Prága“; ungarisch Gácsprága – bis 1902 Prága) ist eine Gemeinde in der Südslowakei. Sie liegt im Gebirge Ostrôžky, 15 km westlich von Lučenec entfernt.
Die Gemeinde wurde von der Hussiten im 15. Jahrhundert gegründet und wurde 1451 erstmals schriftlich erwähnt. Der Name geht vermutlich auf die böhmische Hauptstadt Prag zurück, aus dessen Umgebung wohl die Hussiten, die sich hier ansiedelten, vertrieben worden waren.
Die Gemeinde unterhält freundschaftliche Beziehungen mit der tschechischen Hauptstadt.

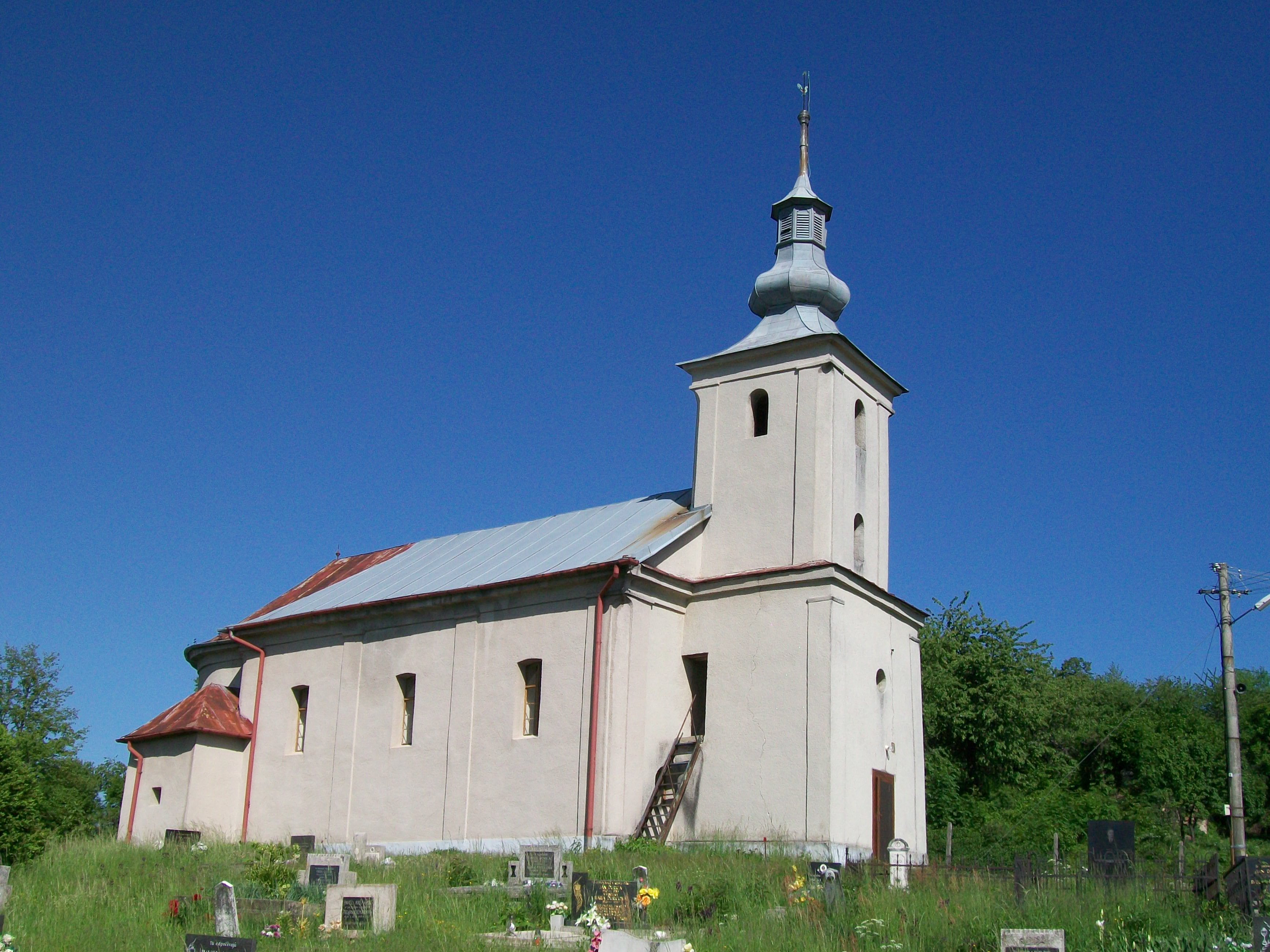
Evangelisch-lutherische Kirche in Praha

## Bevölkerung
| Jahr                | 1994 | 2004     | 2014     | 2024     |
| ------------------- | ---- | -------- | -------- | -------- |
| Anzahl der Personen | 87   | 102      | 87       | 74       |
| Unterschied         |      | +17,24 % | −14,70 % | −14,94 % |

| Jahr                | 2023 | 2024    |
| ------------------- | ---- | ------- |
| Anzahl der Personen | 73   | 74      |
| Unterschied         |      | +1,36 % |